# Damernas parhoppning i höga hopp i simhopp vid olympiska sommarspelen 2016
Damernas parhoppning i höga hopp i simhopp vid olympiska sommarspelen 2016 i Rio de Janeiro ägde rum 9 augusti i Maria Lenk Aquatics Center.

## Medaljörer
| Event                      | Guld                         | Silver                                      | Brons                                    |
| 10 m parhoppning höga hopp | Chen Ruolin, Liu Huixia Kina | Cheong Jun Hoong, Pandelela Rinong Malaysia | Meaghan Benfeito, Roseline Filion Kanada |

## Resultat
| Placering | Simhoppare                                 | Hopp  | Hopp  | Hopp  | Hopp  | Hopp  | Totalt |
| Placering | Simhoppare                                 | 1     | 2     | 3     | 4     | 5     | Totalt |
| --------- | ------------------------------------------ | ----- | ----- | ----- | ----- | ----- | ------ |
| 1         | Kina Chen Ruolin Liu Huixia                | 55,80 | 55,80 | 79,20 | 75,84 | 87,36 | 354,00 |
| 2         | Malaysia Cheong Jun Hoong Pandelela Rinong | 52,80 | 52,80 | 76,50 | 79,68 | 82,56 | 344,34 |
| 3         | Kanada Meaghan Benfeito Roseline Filion    | 52,80 | 52,80 | 74,70 | 75,24 | 80,64 | 336,18 |
| 4         | Nordkorea Kim Kuk-hyang Kim Mi-rae         | 49,80 | 53,40 | 81,00 | 76,80 | 61,44 | 322,44 |
| 5         | Storbritannien Tonia Couch Lois Toulson    | 50,40 | 50,40 | 75,60 | 79,68 | 63,36 | 319,44 |
| 6         | Mexiko Paola Espinosa Alejandra Orozco     | 50,40 | 49,20 | 71,10 | 61,38 | 72,00 | 304,08 |
| 7         | USA Amy Cozad Jessica Parratto             | 48,60 | 50,40 | 65,70 | 62,40 | 73,92 | 301,02 |
| 8         | Brasilien Ingrid Oliveira Giovanna Pedroso | 44,40 | 45,00 | 74,88 | 52,80 | 63,90 | 280,98 |